# Pozo de María
El Pozo de María (en hebreo: מעיין מרים; en árabe: عين العذراء, Ain il-'adra o «El manantial de la Virgen María») es un sitio en el que algunos creyentes cristianos creen que el arcángel Gabriel se le apareció a la virgen María y le anunció que daría a luz al Hijo de Dios, un evento conocido como la Anunciación. Se localiza en la actual Nazaret, en el norte de Israel.
Localizado cerca de la Iglesia Ortodoxa Griega de la Anunciación en Nazaret, el pozo fue colocado sobre un manantial subterráneo que sirvió durante siglos como un pozo de agua local para los aldeanos árabes. La estructura actual fue renovada dos veces, una en 1967 y otra en 2000; se trata de una representación simbólica de la estructura que fue una vez estuvo en uso.

El relato escrito más antiguo que da credibilidad a un pozo o manantial como el sitio de la Anunciación viene del Protoevangelio de Santiago, un evangelio apócrifo que data del siglo segundo. El autor escribe: 

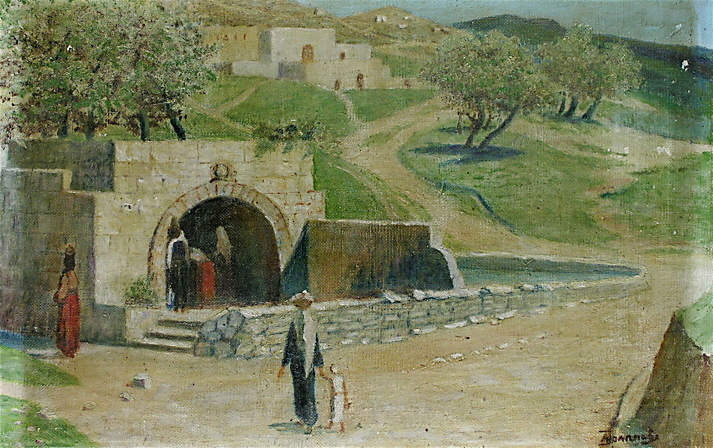
Painting imagining how the well might have looked in the 1st century AD (Vasily Dmitrievich Polenov).

«Y ella tomó la jarra y salió a sacar agua, y he aquí una voz dijo: “Dios te salve María, llena eres de gracia, sé la bendita entre las mujeres”».
 Sin embargo, el Evangelio de Lucas no menciona el sitio en su relato como el lugar de la Anunciación. Del mismo modo, el Corán registra que un espíritu visitó a una María casta para informarle que el Señor le había concedido un hijo, sin hacer referencia al lugar.